# Новград
Но́вград (болг. Новград) — село в Русенській області Болгарії. Входить до складу общини Ценово.

## Населення
За даними перепису населення 2011 року у селі проживали 957 осіб.
Національний склад населення села:
| Національність   | Кількість осіб | Відсоток |
| ---------------- | -------------- | -------- |
| болгари          | 644            | 69,8%    |
| турки            | 273            | 29,6%    |
| не визначились   | 4              | 0,4%     |
| Всього відповіли | 922            |          |

Розподіл населення за віком у 2011 році:
Динаміка населення: